# Stymfalia
Stymfalia (griechisch Στυμφαλία (f. sg.)) ist ein Dorf, ein Bezirk der Gemeinde Sikyona, ein Stehendes Gewässer und eine Hochebene in der Präfektur Korinthia im Nordosten des Peloponnes, Griechenland.
Stymfalia wurde noch unter dem Namen Matsiza (Μάτσιζα) 1924 als Landgemeinde (kinotita) anerkannt und 1927 in den heutigen Namen umbenannt. 1997 wurde durch zahlreiche Eingemeindungen umliegender Dörfer eine Stadtgemeinde (dimos) errichtet, die ihren Sitz in der Ortschaft Kaliani hatte. Diese Gemeinde gelangte zum 1. Januar 2011 zu Sikyona, wo sie seither einen Gemeindebezirk bildet.

## Geografie
Stymfalia ist eine Hochebene auf 600 Höhenmetern, die vollständig von teils sehr hohen Gebirgszügen umgeben ist. Ebene und Umgebung sind geologisch gesehen – wie fast im gesamten Peloponnes vorherrschend – Karst-Formationen.
Nördlich der Stymfalia-Hochebene erhebt sich das Kyllini-Massiv. Der die Ebene südlich begrenzende Gebirgszug des Oligyrtos ist überwiegend steil ansteigend. Am östlichen Seeufer senkt sich der Gebirgskamm und erlaubt eine Straßen-Passhöhe auf ca. 700 m. Über diesen Pass erreicht man Richtung Südwesten die Stadt Tripolis (50 km) und Richtung Nordosten Nemea (20 km) und Korinth (50 km), das Zentrum der Präfektur und Tor nach Athen.
Der See dehnt sich je nach Jahreszeit ca. 3 bis 5 km lang und 1 bis 1,5 km breit aus. Er ist ohne oberirdischen Abfluss. Umgebung, Ebene und See bilden ein bemerkenswertes Geosystem mit pittoresker Natur und mehreren wertvollen Biotopen. In seinen (hydro-)geologischen Eigenschaften unterscheidet sich die Ebene von den zahlreichen weiteren Karstbecken (Polje) des Peloponnes: Die Wasserfläche der Polje fällt nahezu niemals in den typisch regenfrei-heißen Jahreszeiten trocken.
Zu Geologie, Hydrogeologie, Biotopen und Natur von Stymfalia vgl. Stymfalia (Ökosystem).

## Landnutzung
Bedingungen für sichere, ertragreiche Landwirtschaft sind nur in ausreichender Entfernung vom See gegeben. Infolge reichlicher winterlicher Niederschläge, aber kaum oberirdischer Abflüsse, sondern im Wesentlichen durch drei stark schüttende Karstquellen gespeist und infolge extrem trockener Sommer, schwankt die Seeausdehnung stark. Deswegen sind die Anbauflächen ausgerechnet in den Zeiten der Aussaat und des frühen Wachstums oft zu nass oder sumpfig, in Seenähe oft bis Ende Mai mangels ausreichendem Abfluss sogar überflutet. Der See überflutet die Westseite stärker.
Entwässerungsgräben sind die Regel. Aus den lange schüttenden Quellen gespeiste Bewässerungsgräben überbrücken die Sommerdürre. Einige Streuobstwiesen weisen auf Einschränkungen des Feldbaus hin. Die Schwemm- und Schuttkegel der Berge – im Westteil der Ebene häufiger – sind in ihren unteren Teilen durch Terrassierung kultiviert und i. d. R. weiterhin genutzt.

## Umwelt
Die umliegenden Berge sind bis in die Höhen dicht bewaldet. Verbiss von Schafen und Ziegen an den Bergen, oder in den nutzbaren Hangbereichen, wie sonst vielfach im Peloponnes auch heute noch beobachtbar, ist im Stymfalischen Becken kein Problem. Der See, seine Umgebung und das südlich liegende Oligyrtos-Gebirge bilden besonders schützenswerte Ökosysteme (Biotope und Geotop, besondere Tierarten, Rastplatz für Zugvögel). Sie sind daher als zwei Natura-2000-Flächen vorgesehen. Der Schutzstatus der Habitate war 2006 noch nicht eingetreten. Versuche partikularer Interessen in den 1980er-Jahren, den Wasserhaushalt der Ebene durch Eingriffe wesentlich zu ändern, scheiterten noch. Die Verlandung durch Schilfrohrbewuchs, bedingt durch Verschlammung, landwirtschaftliche Bewässerung und Düngung (Eutrophierung/Überdüngung) nahm zu. Sie wuchs von 1945 33 % auf 55 % im Jahr 2003 an. (natura.minenv.gr)
Naturschutz und EU-Schutznormen kollidieren mit staatlichen und gebietskörperschaftlichen Interessen an wirtschaftlicher, besiedlungspolitischer und infrastruktureller Entwicklung. Denn der Peloponnes ist – außer in den ganz wenigen Städten und Agglomerationen der Nordküste – von anhaltender Abwanderung und somit infrastrukturell gefährlicher Ausdünnung bedroht. Der See selbst und sein Küstengebiet ist unter dem Namen Limni Stymfalia als Natura 2000 Schutzgebiet ausgewiesen.
Die Entnahme von Wasser für den östlichen Küstenbereich des Golfs von Korinth wurde schon um 130 vom philhellenischen Römischen Kaiser Hadrian durch das Aquädukt von Korinth realisiert. Im „kleinen Maßstab“ damaliger technischer Möglichkeiten hat die Wasserentnahme die Umweltverhältnisse für Stymfalia nicht gravierend beeinflusst. Die seit diesem 21. Jahrhundert vorkommenden Eingriffe wie Straßenbau, landwirtschaftliche Be- und Entwässerung, chemische Düngung, Seestandsregulierung durch ein gefasstes, reguliertes Karst-Schluckloch und ein großvolumiges Wasserpipelinesystem, machen einen nachhaltigen Entwicklungspfad sehr schwierig und wirtschaftlich kostspielig.

## Besiedlung und Wirtschaft
In der Ebene sind außer in traditioneller Landwirtschaft kaum Arbeitsplätze vorhanden. Handel und Handwerk decken gerade den Eigenbedarf der Ebene. Die Ansiedlung von Wirtschaftsbetrieben mit Flächenbedarf und ein weiterer Ausbau von Verkehrswegen zu den regionalen Zentren würde den Schutzzwecken der Natura-2000-Habitate zuwiderlaufen.
Der saisongebundene Tourismus knüpft an den klassisch-mythologischen und archäologischen Aspekten an. Stymfalia ist für den für Griechenland sehr bedeutenden Wirtschaftsfaktor Tourismus aber archäologisch, geografisch und verkehrlich marginal.

## Dörfer
Zum Gemeindebezirk gehören die folgenden Ortsgemeinschaften und Siedlungen
- Asprokambos (Ασπρόκαμπος, 211 Ew.)
- Drosopigi (Δροσοπηγή, 65 Ew.)
- Kesario (Καισάριον, 497 Ew.)
- Kaliani (Καλιανοί, 174 Ew.)
- Kastanea (Καστανιά, 107 Ew.) mit
  - Karteri (Καρτέρι, 96 Ew.)
  - Mikros Machalas (Μικρός Μαχαλάς, 11 Ew.)
- Kefalari (Κεφαλάρι, 251 Ew.)
- Kyllini (Κυλλήνη, 114 Ew.)
- Lafka (Λαύκα, 362 Ew.)
- Psari (Ψάρι, 355 Ew.)
- Stymfalia (Στυμφαλία, 151 Ew.) mit
  - Kionia (Κιόνια, 33 Ew.)

Da nur wenige landwirtschaftliche Nutzflächen sichere Erträge liefern, sind die Dörfer klein. Die Anzahl der hier ständig Wohnenden nahm bisher eher ab.

## Bilder

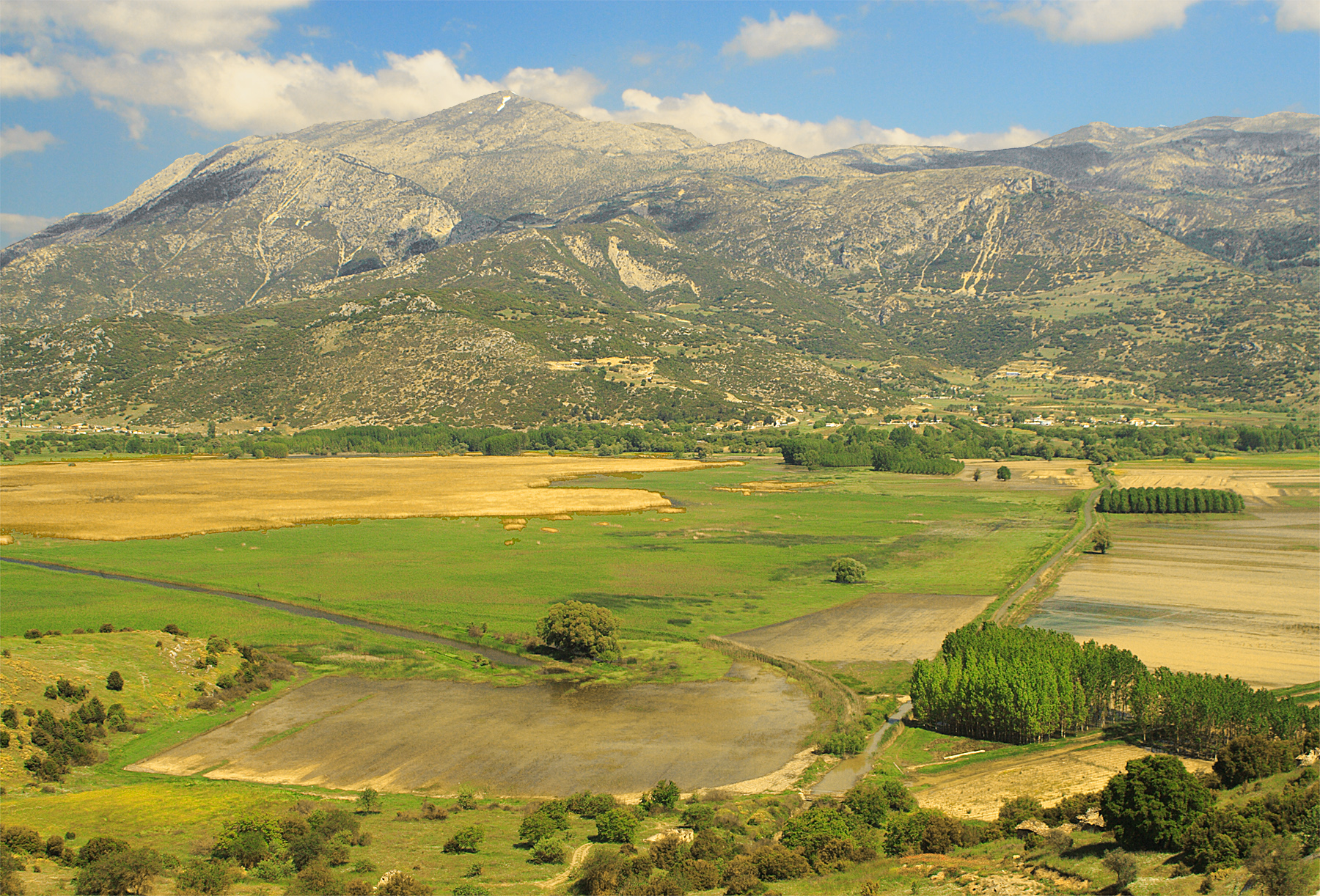
Dorf Stymfalia, Ziria-Massiv, Felder noch nass, Graben (Seegrenze) vor Eingang Hadrian-Tunnel
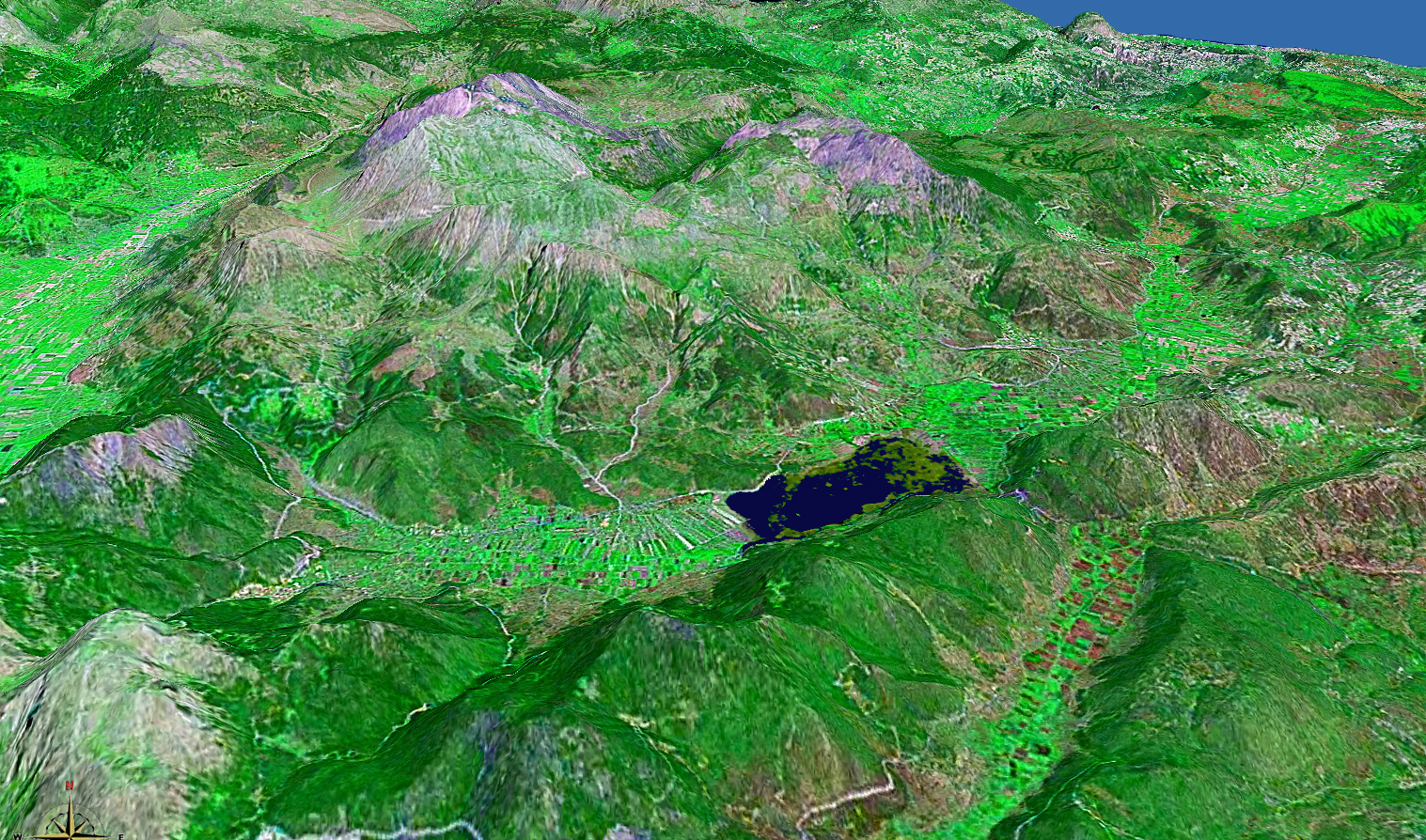
Ebene fruchtbar, See mit Hochwasser, Schnee im Ziria-Massiv (2.374 m), WorldWind (8 km)
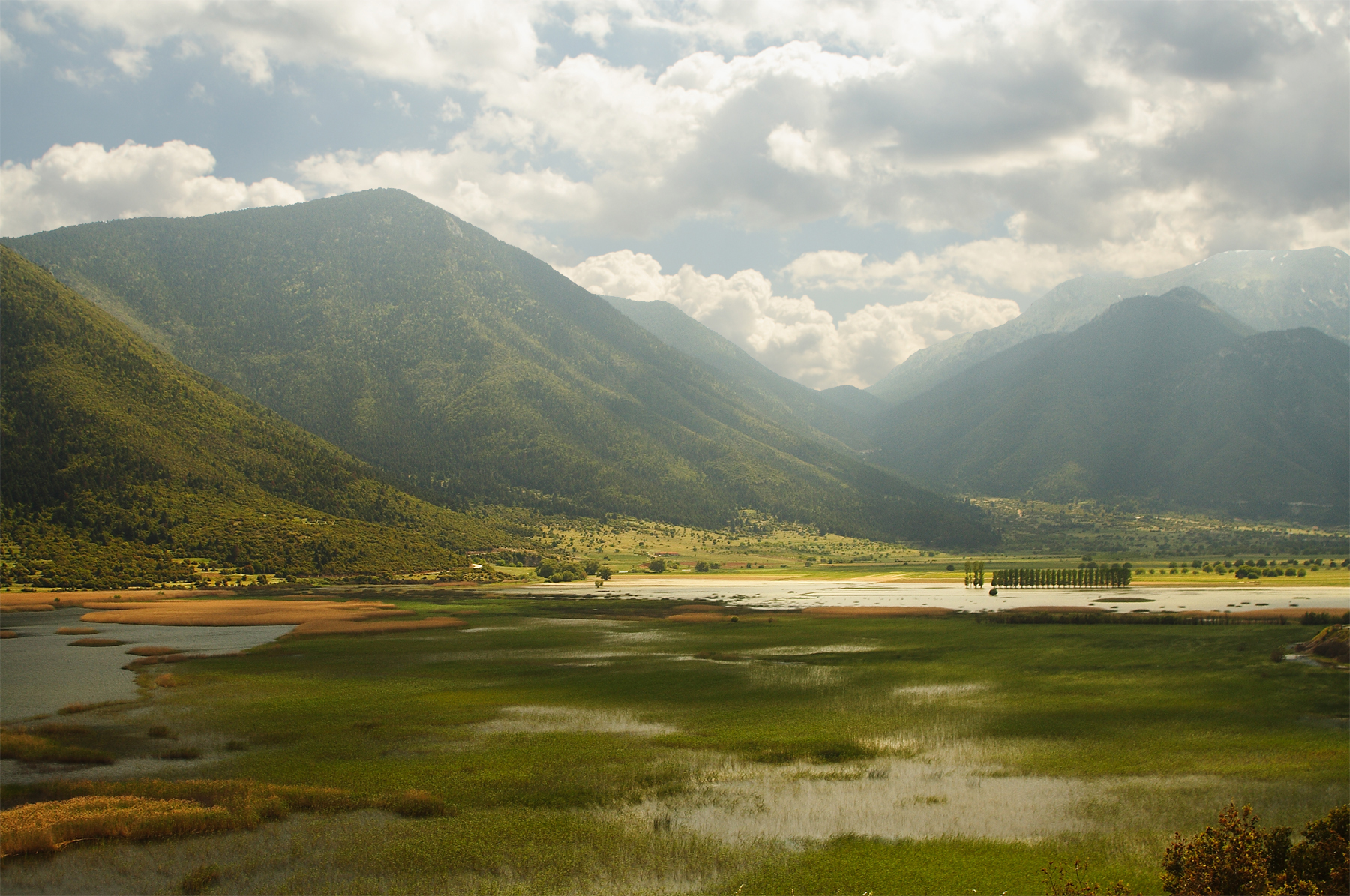
Oligyrtos-Massiv, 100 % Wald; Hochwasser: grünes Schilf, nasse Felder
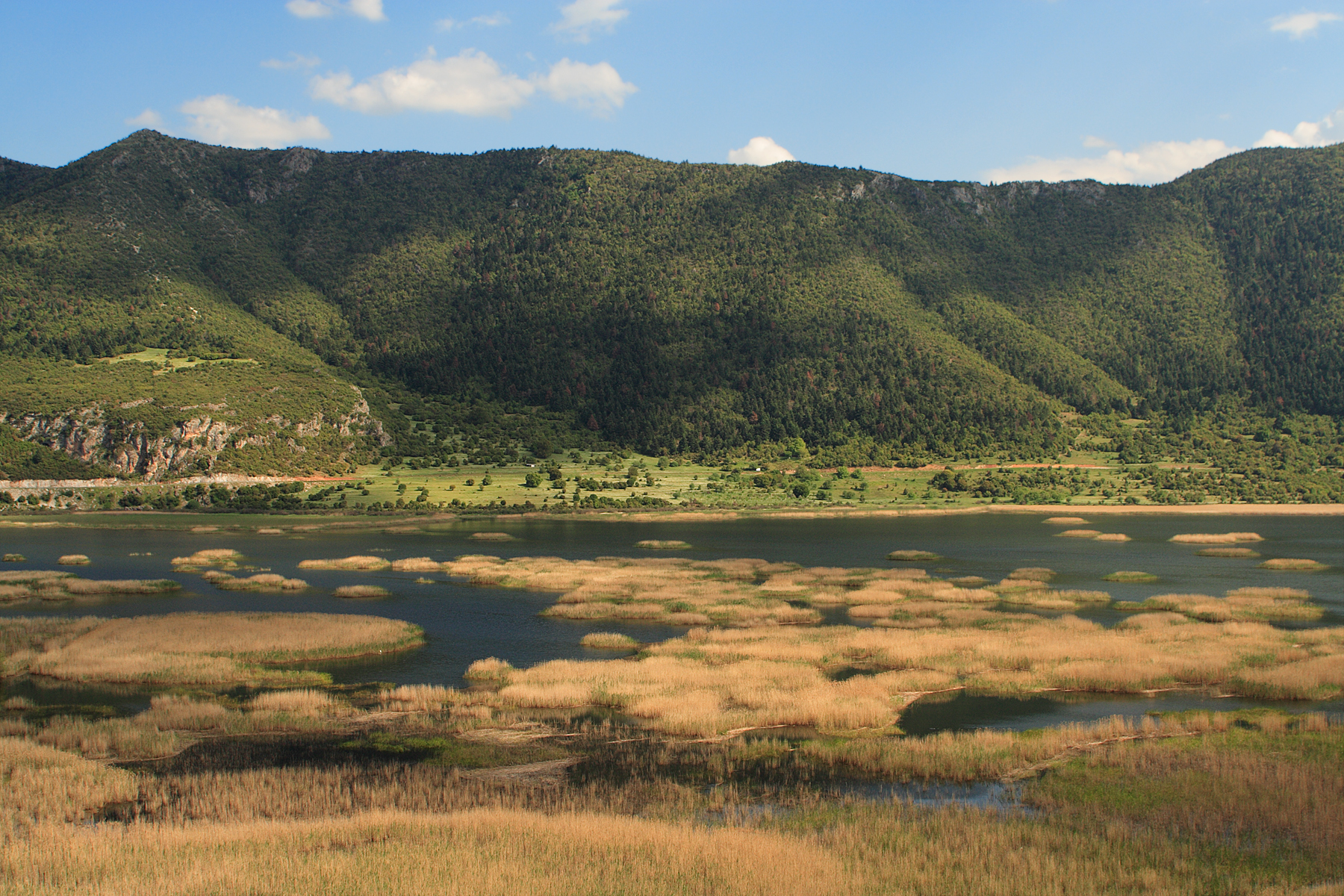
Schilfbewuchs wachsend (grün), dicht bewaldet
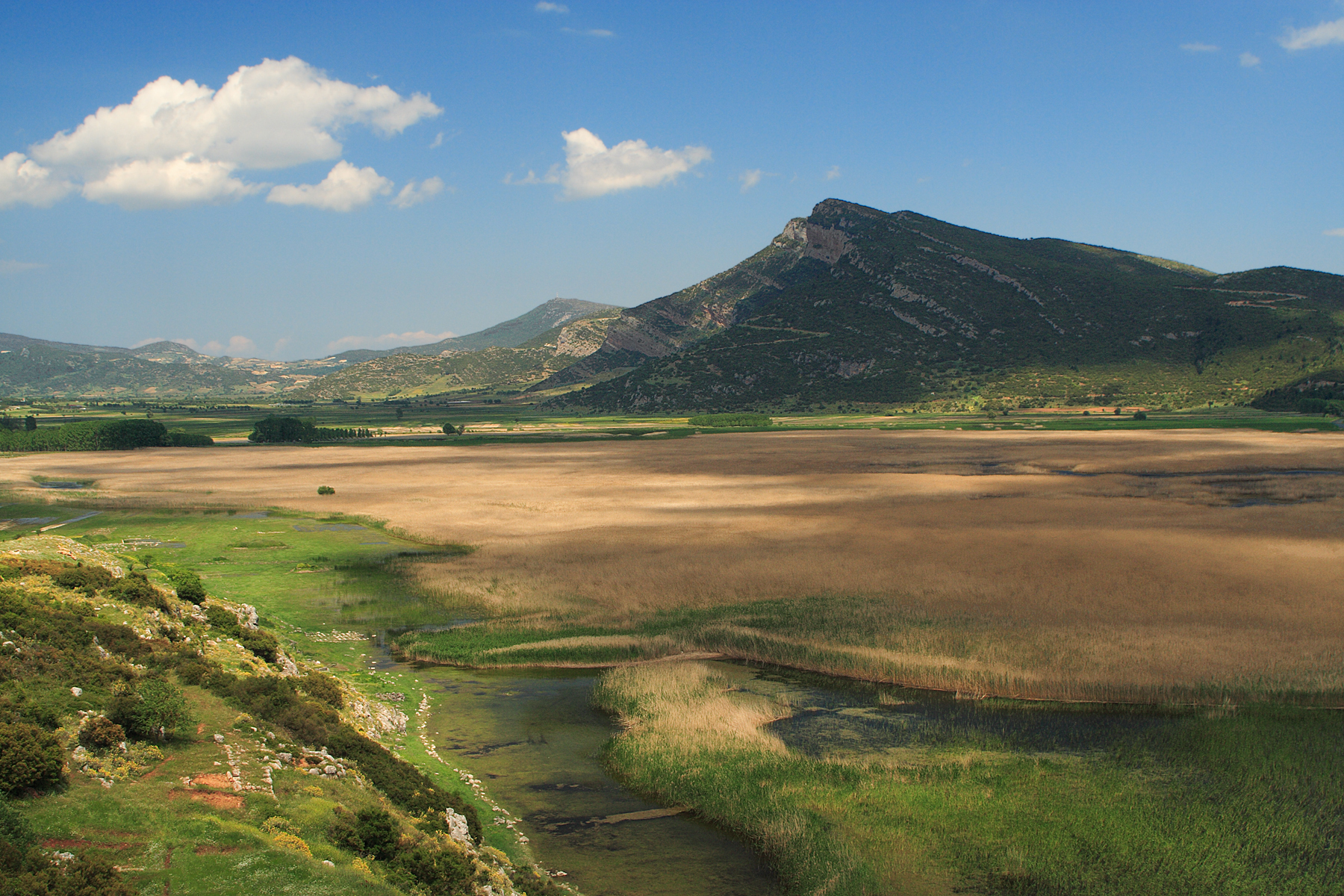
Reste Stadtmauer, -tor, Häuser; dauerhafte Seefläche: Schilf, ockerfarben